# تمدن واری
تمدن واری از پایه‌ها و پیشینه‌های تمدن اینکا می‌باشد که در ۵۰۰ تا ۹۰۰ میلادی در مرکز رشته‌کوه‌های آند فعال بوده‌است. تمدن واری حکومتی مستقل به همین نام هم داشت که در زمینه معماری و راه‌سازی بسیار فعال بود. تمام این راه‌ها بعدها توسط اینکاها مورد بهره‌برداری قرار گرفت.